# Martyrologium

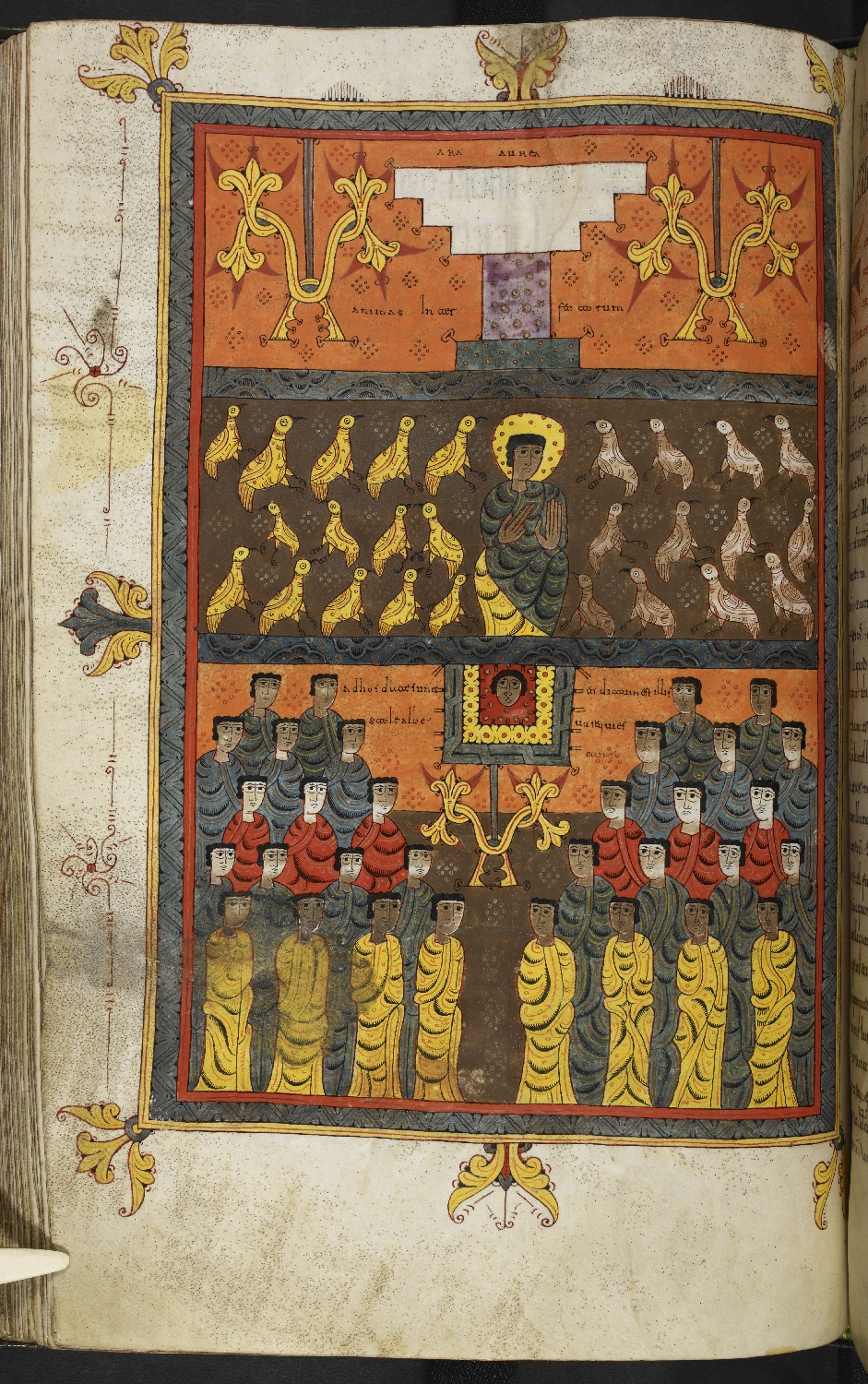
Dusze męczenników. Ilustracja z Apokalipsy hiszp. mnicha Beatusa z Liebana – Mistrza Pedro (VIII w.)

Martyrologium – w Kościele katolickim i w prawosławiu, uporządkowana chronologicznie księga liturgiczna zawierająca informacje o męczennikach, świętych, błogosławionych i obchodzonych uroczystościach.

## Historia martyrologiów
Martyrologia powstawały lokalnie, w poszczególnych Kościołach, z czasem zrodziła się potrzeba martyrologiów ponadregionalnych, zwanych ogólnymi. W Kościele wschodnim takie ogólne martyrologium powstało przed 400 r. Napisano je w języku greckim, jednak przetrwało ono do naszych czasów jedynie w przekładzie syryjskim, stąd nosi nazwę Martyrologium syryjskiego. W połowie V w. w północnej Italii zostało ono przetłumaczone na łacinę i dodano do niego męczenników Kościoła zachodniego oraz męczenników afrykańskich. Autor-tłumacz przypisał to dzieło św. Hieronimowi, stąd znane jest ono jako Martyrologium Hieronima (Martyrologium Hieronymianum).
W średniowieczu nowego wydania martyrologium, uproszczonego, ale też wzbogaconego o nowych świętych, dokonał mnich angielski św. Beda Czcigodny (673–735). W IX wieku opracowano nowe wydania, m.in. martyrologium Usuarda. Korzystali z nich redaktorzy nowego martyrologium, opracowanego po soborze trydenckim na polecenie papieża Grzegorza XIII (ur. 1502, zm. 1585) – tak zwane Martyrologium Romanum – (Martyrologium Rzymskie), kiedy to zreformowano też Kalendarz juliański, wprowadzając Kalendarz gregoriański. Po wielu korektach tego nowego wydania martyrologium ostatecznej rewizji dokonał papież Benedykt XIV (ur. 1675, zm. 1758).

## Martyrologium Rzymskie
Martyrologium Romanum jest oficjalnym spisem wszystkich świętych i błogosławionych Kościoła Katolickiego. Ostatnie oficjalne wydanie Martyrologium Romanum (Martyrologium Rzymskie), uzupełnione na polecenie soboru watykańskiego II i promulgowane przez Jana Pawła II, ukazało się w 2004 r.
Martyrologium Rzymskie ukazało się też po polsku po Soborze w 1967 r. W przekładzie opuszczono elementy legendarne i historycznie niepewne.

## Martyrologium ekumeniczne
W XX wieku powszechne stało się przekonanie, iż rozłam między Kościołami chrześcijańskimi stanowi zaprzeczenie Ewangelii. Jan Paweł II zauważył, iż „świadectwo dawane Chrystusowi (...) stało się wspólnym dziedzictwem zarówno katolików, jak i prawosławnych, anglikanów i protestantów”, wzywając jednocześnie do zachowania tego świadectwa w pamięci. Wspólnota monastyczna z Bose, składająca się z katolików i protestantów, podjęła inicjatywę zestawienia ekumenicznej listy świadków chrześcijaństwa ze wszystkich Kościołów. Takie martyrologium ekumeniczne, którego celem jest dostrzeganie darów Ducha Świętego poza strukturami własnych Kościołów, zostało wydane w języku włoskim w 2002, a dwa lata później wydano jego przekład polski.

## Pojęcie świętości a martyrologium
Wykreślenie świętego z kalendarza liturgicznego nie oznacza pozbawienia świętego świętości, „bowiem, kto raz został uznany za świętego i wpisany do Martyrologium, pozostaje świętym na zawsze, chociażby wypisano go ze wszystkich kalendarzy liturgicznych na całym świecie”.